# تومازو کولومبارتی
تومازو کولومبارتی (ایتالیایی: Tommaso Colombaretti؛  ‏ تلفظ ایتالیایی: [tomˈmaːzo]؛ ‏ زادهٔ ۲۶ ژوئن ۱۹۸۰) بازیکن فوتبال اهل ایتالیا است.
از باشگاه‌هایی که در آن بازی کرده‌است می‌توان به باشگاه فوتبال فوجا و باشگاه فوتبال ویرتوس لانچانو اشاره کرد.